# Elektronová díra
Elektronová díra je koncepční a matematický protiklad elektronu používaný ve fyzice, chemii a elektrotechnice. Koncept popisuje nepřítomnost elektronu v místě, kde by měl v atomu nebo v atomové mřížce být. Nejedná se o antičástici elektronu – pozitron, který je součástí antihmoty, ale pouhou fikci, používanou pro snadnější modelování.
Elektronová díra bývá zahrnuta do výpočtů v následujících situacích:
- V příměsovém polovodiči vzniklém dotováním polovodiče atomy, které mají méně valenčních elektronů než základní látka, dochází k navázání některého z okolních elektronů na tento atom, čímž vznikne nepohyblivý záporný iont a oblast s chybějícím elektronem – elektronová díra. K vedení elektrického proudu dochází díky zaplňování těchto děr elektrony, čímž vznikají další díry. Vznik elektrického proudu lze snáze popsat jako přesun elektronových děr.
- Pokud je elektron excitován na vyšší hladinu, vznikne v jeho původním stavu díra. Tato myšlenka se používá v Augerově elektronové spektroskopii (a jiných technikách rentgenového záření), ve výpočetní chemii a k vysvětlení nízké míry elektronového rozptylu v krystalech (kovy, polovodiče).
- Výpočty pásové struktury u krystalů vedou ke konceptu efektivní hmotnosti elektronů, která je na konci pásu obvykle záporná. Protože záporná hmotnost je špatně představitelná, je v této situaci přirozenější uvažovat kladnou hmotnost a kladný náboj.

## Fyzika pevných látek

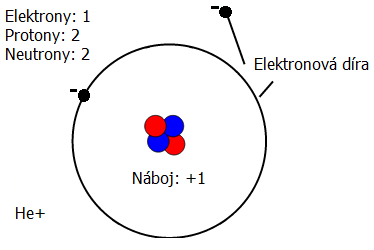
Když elektron opustí atom helia, zanechá na svém místě díru. Atom helia se stane kladně nabitým.

Ve fyzice pevných látek je elektronová díra (dále jen díra) absence elektronu v jinak úplné dvojici elektron-elektronová díra. Díra je v podstatě způsob, jak konceptualizovat interakce elektronů v rámci téměř celého systému, který postrádá jen pár elektronů. V některých ohledech je chování díry v krystalové mřížce polovodiče srovnatelné s bublinami v jinak plné lahvi vody.
Vedení díry ve valenčním pásu lze vysvětlit následující analogií. Představte si řadu lidí sedících v sále, kde nejsou žádné volné židle. Někdo uprostřed řady chce odejít, tak přeskočí přes opěradlo sedadla do prázdné řady a odejde. Prázdná řada je analogická s pásmem vodivosti a odcházející osoba je analogická s volnými elektrony.
Teď si představte, jak někdo přijde a chce si sednout. Ve volné řadě je špatný výhled, takže tu nechce sedět. Místo toho, se osoba v přeplněné řadě přesune na prázdné sedadlo, kterou opustila první osoba. Prázdné sedadlo se pohybuje jedno místo od okraje a osoby čekají až se posadí. Další osoba ji následuje a další a tak dále. Dalo by se říci, že prázdné místo se pohybuje směrem k okraji řady. Jakmile se prázdné místo dostane k okraji, nový člověk si může sednout.
V tomto procesu se každý v řadě posunuje dál. Pokud jsou tito lidé byli záporně nabití (jako elektrony), mohou vytvořit proud. Pokud jsou sedadla sama o sobě kladně nabitá, pak jen prázdné místo by bylo kladné. Jedná se o velmi jednoduchý model toho, jak vedení díry pracuje.
Ve skutečnosti, vzhledem k vlastnostem krystalové struktury, není díra lokalizována do jedné polohy, jako je popsáno v předchozím příkladu. Díra zabírá spíše oblast v krystalové mřížce a pokrývá stovky strukturních jednotek. Je to stejné, jako neschopnost říci, které rozbité vazby odpovídají „chybějícímu“ elektronu.
Místo analýzy pohybů prázdného stavu ve valenčním pásu jako pohyb miliardy oddělených elektronů, je proto brána v úvahu ekvivalentní fiktivní částice – díra. Vytržením elektronu z vazby elektron-elektronová díra získává částice, která tvořila vazbu, kladný náboj. Tento jev se nazývá generace. Opačná reakce, kdy se díra s elektronem spojuje opět ve dvojici, se nazývá rekombinace.
V aplikovaném elektrickém poli se elektrony pohybují v jednom směru, což odpovídá díře pohybující se jinudy. Pokud se díra sdružuje s neutrálním atomem, pak atom ztratí elektron a stane se kladně nabitým. Proto je brán náboj díry jako kladný +e, přesný opak náboje elektronu, přestože díra jako taková není samotným nosičem elektrického náboje.
Coulombův zákon umožňuje spočítat elektrickou sílu díry pomocí elektrického pole. Efektivní hmotnost pak lze odvodit vztahem (imaginární) síly se zrychlením oné díry. V některých polovodičích, jako je křemík, závisí efektivní hmotnost na směru (anizotropní), nicméně hodnotu průměru ze všech směrů lze využít pro některé makroskopické výpočty.
Vodivost pomocí elektronových děr se uplatňuje u příměsových polovodičů, pokud příměs obsahuje méně valenčních elektronů než základní složka polovodiče, pak v polovodiči je nedostatek elektronů a vznikají elektronové díry, které způsobují děrovou vodivost.
Ve většině polovodičů je efektivní hmotnost díry mnohem větší než u elektronu. To má za následek snížení pohyblivosti děr vlivem elektrického pole, což může zpomalit rychlost elektronického zařízení vyrobeného z polovodiče. Toto je jeden z hlavních důvodů, pro přijetí elektronů jako primárního nosiče náboje, pokud možno místo děr v polovodičových zařízeních.

## Díry vkvantové chemii
Jiný význam pro termín díra se používá ve výpočetní chemii. V metodách coupled clusterů je uzemněný stav molekuly brán jako „vakuový stav“, koncepčně v tomto stavu nejsou žádné elektrony. V tomto schématu se nepřítomnost elektronu v běžném-plném stavu nazývá „díra“ a je považována za částici, přítomnost elektronu v normálním-prázdném stavu je jednoduše nazývána „elektron“. Tato terminologie je skoro stejná jako ve fyzice pevných látek.